# 자기연출
자기연출(自己演出) 이란 대인 커뮤니케이션에서 사용되는 용어로서 상대방에게 좋은 인상을 심어줄 목적으로 스스로를 연출하는 행위를 말한다. 상대방에게 자신을 소개하거나 내보일 때 사람들은 자신이 어떻게 보일지에 대해 생각하게 된다. 이왕이면 자신의 불리한 점을 덜 드러내려고 하고 자신의 좋은 점을 부각시키려는 행동을 하게 된다. 이러한 인간의 행동을 자기연출이라고 한다. 이 자기연출은 인간의 본능적 행위에 가깝다. 즉 인간이라면, 그리고 다른 사람과 커뮤니케이션을 하는 인간이라면 의식적이든 무의식적이든 자기연출을 시도한다.

## 같이 보기
- 인상 관리
- 자아 연출의 사회학